# Anders Andersson (Sportschütze)
Anders Wilhelm Andersson (* 2. November 1875 in Näshulta; † 6. März 1945 ebenda) war ein schwedischer Sportschütze.

## Erfolge
Anders Andersson nahm an den Olympischen Spielen 1920 in Antwerpen in zwei Disziplinen teil. Mit der Freien Pistole erreichte er mit 467 Punkten den sechsten Platz im Einzel. Noch erfolgreicher verlief die Mannschaftskonkurrenz, in der er gemeinsam mit Sigvard Hultcrantz, Gunnar Gabrielsson, Anders Johnsson und Casimir Reuterskiöld insgesamt 2289 Punkte erzielte. Damit gewann die schwedische Mannschaft hinter der US-amerikanischen und vor der brasilianischen Mannschaft die Silbermedaille.